# Tossal de la Vella
El Tossal de la Vella és una muntanya de 601 metres que es troba al municipi de Massoteres, a la comarca catalana de la Segarra.